# Mekar Mulya (Malangbong)
Mekar Mulya is een bestuurslaag in het regentschap Garut van de provincie West-Java, Indonesië. Mekar Mulya telt 4125 inwoners (volkstelling 2010).